# Campionati arabi di lotta 2010
I campionati arabi di lotta 2010 si sono svolti a Doha, in Qatar, dal 6 all'8 agosto 2010.

## Podi

### Lotta libera
| Evento | Oro                       | Argento                | Bronzo                                |
| 55 kg  | Firas Al-Rifaei           | Rachid Fakhri Anmar    | Ammar Chergui                         |
| 60 kg  | Abd ar-Rahman Ibrahim     | Ghazwan Lazkani        | Abderahman Farhan Ali Wali Mansour    |
| 66 kg  | Mohamed Chaykhouni        | Jasin Sardi            | Omar Soumi Salman Hajsam Bilajisz     |
| 74 kg  | Hichem Majid Ali          | Mohamed Nasser Qubessi | Riadh Jlassi Mazen Kadmani            |
| 84 kg  | Adnan ar-Rahimi           | Maher Khayat           | Mustafa Rachid Fakhri Alaas Abusnaina |
| 96 kg  | Raja Al-Karrad            | Mohamed Sahil Hassine  | Rochdi Rahimi Brahim Hanini           |
| 120 kg | Mohammed Sabah Abdelmalek | Ahmed Adam             | Nabil Haswawi                         |

### Lotta libera femminile
| Evento | Oro              | Argento           | Bronzo        |
| 51 kg  | Siham Haja       | Rouadina Khallouf | Non assegnato |
| 55 kg  | Marwa al-Amiri   | Hasnaa Haja       | Non assegnato |
| 63 kg  | Sabrine Trabelsi | Fatma Al Salah    | Non assegnato |

### Lotta greco-romana
| Evento | Oro                       | Argento         | Bronzo                                      |
| 55 kg  | Mohamed Bouterfassa       | Fu’ad Fadżdżari | Bachir Mohamed Alyamani Mohamed Abbas Chyaa |
| 60 kg  | Ahmed Jomaa Jassem        | Billal Benbrih  | Abderahman Farhan Noureddine Abdallah       |
| 66 kg  | Muhammad Sarir            | Mustafa Nagdali | Mohamed Salah Hacine Abbas Chyaa            |
| 74 kg  | Zied Eitokram             | Ramzi Al Marafi | Bakhit Badr Mosaad Nagdali                  |
| 84kg   | Hajkal al-Aszuri          | Masud Zaghdan   | Said Mella Khan Jafar                       |
| 96 kg  | Jahja Muhammad Abu Tabich | Husajn Ajjari   | Salah Nawzet                                |
| 120 kg | Ali Nadhim                | Hani Al Marafi  | Chebbi Radhouane Osman Hayek                |

## Medagliere
Paese ospitante.
| Pos.   | Paese               | Oro | Argento | Bronzo | Totale |
| ------ | ------------------- | --- | ------- | ------ | ------ |
| 1      | Tunisia             | 5   | 1       | 4      | 10     |
| 2      | Iraq                | 4   | 2       | 4      | 10     |
| 3      | Siria               | 3   | 6       | 5      | 14     |
| 4      | Algeria             | 2   | 2       | 1      | 5      |
| 5      | Marocco             | 2   | 3       | 1      | 4      |
| 6      | Giordania           | 1   | 2       | 1      | 4      |
| 7      | Qatar               | 1   | 0       | 2      | 3      |
| 8      | Emirati Arabi Uniti | 0   | 1       | 0      | 1      |
| 9      | Yemen               | 0   | 0       | 3      | 3      |
| 10     | Palestina           | 0   | 0       | 2      | 2      |
| 11     | Sudan               | 0   | 0       | 1      | 1      |
| 11     | Arabia Saudita      | 0   | 0       | 1      | 1      |
| Totale | Totale              | 17  | 17      | 25     | 59     |